# دورة فرنسا المفتوحة 1976
قائمة بطولات دورة رولان غاروس لعام 1976:

## كبار

### فردي رجال
أدريانو باناتا هزم  هارولد سولومن, النتيجة:6-1, 6-4, 4-6, 7-6

### فردي سيدات
سو باركر هزمت  ريناتا تومونافا, النتيجة:6-2, 0-6, 6-2

### زوجي رجال
فريد ماكناير و شيروود ستيورات هزما  براين غوتفرايد و راؤل راميريز, النتيجة:7-6(6), 6-3, 6-1

### زوجي سيدات
فيوريالي بيونسيالي و جايل شريف لوفيرا  هزمتا  كاثي هارتر و هيلغا نايسين ماستثوف, النتيجة:6-4, 1-6, 6-3

### زوجي مختلط
إيلانا كلوس و كيم فارفيك هزما  لينكي بوشوف و كولين داوديسويل, النتيجة:5-7, 7-6, 6-2